# Andre Cisco
Andre J. Cisco (Queens, Nueva York, 23 de marzo de 2000) más conocido como Andre Cisco, es un jugador profesional estadounidense de fútbol americano que se desempeña en la posición de safety en Jacksonville Jaguars, equipo de la National Football League (NFL).

## Carrera
Fue seleccionado en la tercera ronda en la Reunión Anual de Selección de Jugadores de la NFL de 2021. Hizo su debut profesional con el equipo Jacksonville Jaguars, donde lleva jugando tres temporadas.